# Zakaria Asidah
Zakaria Asidah (* 22. Juni 1972 in Frederiksberg) ist ein ehemaliger dänischer Taekwondoin, der im Schwergewicht aktiv war. Er gewann jeweils eine Silbermedaille bei Welt- und Europameisterschaften und nahm einmal an Olympischen Spielen teil.
Als Asidah zum Taekwondo kam, war er bereits 20 Jahre alt. Er startete für den Verein Nørrebro Taekwondo Klub. Im Jahr 1995 wurde er in die Nationalmannschaft aufgenommen. Seine ersten internationalen Titelkämpfe bestritt Asidah bei der Weltmeisterschaft 1997 in Hongkong, wo er in der Klasse bis 83 Kilogramm das Achtelfinale erreichte, dort aber gegen Faissal Ebnoutalib ausschied. In den folgenden Jahren konnte er bei mehreren Meisterschaften Viertelfinals erreichen, der Einzug in ein Halbfinale blieb ihm jedoch verwehrt. Erst bei der Weltmeisterschaft 2003 in Garmisch-Partenkirchen gewann Asidah schließlich seine erste internationale Medaille. Im Schwergewicht über 84 Kilogramm startend kämpfte er sich ins Finale vor und errang nach einer Niederlage die Silbermedaille. Asidah qualifizierte sich für die Olympischen Spiele 2004 in Athen, schied dort in seinem Auftaktkampf aus und belegte im Endklassement Rang elf. Die folgenden Jahre verliefen für Asidah erfolglos, bei mehreren internationalen Meisterschaften musste er eine Auftaktniederlage hinnehmen. Erst zur Europameisterschaft 2010 in Sankt Petersburg fand er wieder in die Erfolgsspur zurück, Asidah zog ins Finale ein und gewann mit Silber seine erste EM-Medaille. Nach einer erneut erfolglosen Weltmeisterschaft in Gyeongju und der verpassten Teilnahme an den Olympischen Spielen 2012 beendete Asidah seine aktive Karriere.